# Gerhard Trampusch
Gerhard Trampusch (Hall, 11 augustus 1978) is een Oostenrijks voormalig wielrenner. Trampusch was beroepsrenner in de periode 2000 tot 2004. In 2006 keerde hij kortstondig terug.
In 2005 reed Trampusch op zijn mountainbike in een gebied waar op dat moment sinds kort niet meer gefietst mocht worden. Een boswachter zag dit en trad zeer radicaal op, door op Trampusch in te rijden. Trampusch kwam er met een paar kneuzingen en een bebloede knie vanaf.

## Overwinningen
- 4e etappe Österreich-Rundfahrt 2005
- 2e etappe Bayern Rundfahrt 2006

## Resultaten in voornaamste wedstrijden
| Jaar | Ronde van Italië | Ronde van Frankrijk | Ronde van Spanje |
| ---- | ---------------- | ------------------- | ---------------- |
| 2000 |                  |                     |                  |
| 2002 |                  | 63e                 |                  |
| 2003 | 41e              |                     |                  |
| 2004 | 26e              |                     |                  |

| Jaar | Ronde van Lombardije |  | WK op de weg |
| ---- | -------------------- |  | ------------ |
| 2000 |                      |  | 75e          |
| 2002 | 21e                  |  |              |
| 2003 |                      |  | 101e         |
| 2004 |                      |  |              |

## Ploegen
- 1999 Team Gerolsteiner
- 2000 Team Deutsche Telekom
- 2001 Team Deutsche Telekom
- 2002 Mapei - Quick Step
- 2003 Gerolsteiner
- 2004 Acqua & Sapone
- 2005 AKUD - Arnolds Sicherheit
- 2006 Team Wiesenhof - AKUD
- 2007 Team Volksbank
- 2008 Elk Haus - Simplon